# Fulakora orizabana
Fulakora orizabana es una especie de hormiga del género Fulakora, familia Formicidae. Fue descrita científicamente por Brown en 1960.
Se distribuye por Colombia, Costa Rica, El Salvador, Guayana Francesa, Guatemala, Honduras, México, Nicaragua, Panamá y los Estados Unidos. Se ha encontrado a elevaciones de hasta 2837 metros. Vive en microhábitats como la hojarasca y en medio de residuos  forestales.